# ナドール
ナドール (フランス語: Nador; ベルベル語: Ennaḍor, ⴻⵏⵏⴰⴹⵓⵔ; アラビア語: الناظور または الناضور) は、モロッコのリーフ地方北東部に位置する都市。人口161,726人（2014年国勢調査）。地中海とつながるサブハ・ブーアレグ(Sebkha Bou Areq) と呼ばれるラグーンに面しており、スペイン領メリリャの南10キロメートル (6.2 mi)に位置する。19世紀に建設され、1956年にモロッコが独立するまでスペインの統治下にあった。ナドール州は600,000人以上の人口を抱え、リーフ人とベルベル人が多い。

## 名称
ナドールという名称の由来については諸説ある。ラグーンの畔にある小さな村 "Has Nador" （アラビア語で「見張る」を意味する「نطر」あるいは「眺める」を意味する「نظر」に由来する）からとられたとする説が有力である。なお、الناظور（an-nāḍūr, アン＝ナーズール）は、アラビア語で「双眼鏡」を意味する（al- は定冠詞）。

## 概要
ナドールでは、漁業や農業、軽重工業が行われている。近年は劇的な経済成長を遂げており、特に、リーフ山脈のウィクサン山から採れる鉄鉱石やジェラダの無煙炭を原料とする鉄加工業、繊維業、化学産業、電気製品製造業などの工業においては著しい。
6月から8月にかけての夏期には、ナドール地域出身でヨーロッパに住む人たちが多く町に戻ってくる。これらの訪問者は年間で25万人を超える。多くはナダール市内のホテルではなく、親戚の家や借りアパートに滞在する。
地中海の沿岸で、スペインの町・メリリャに近接するという地理的条件のために、国際貿易が盛んであり、町ではスペインの食料品や日用品の販売が盛んに行われている。また、安いスペインや中国製の商品を、関税を避けるための密輸が多いことで、悪名高い。最近密輸は減少しているが、いまだにアルジェリアからの密輸ルートと競合している。ヨーロッパや中国からの製品の多くはメリリャやナドールを経由して、合法・非合法問わずモロッコやアフリカ各国に運ばれる。製品は食料品、衣類、靴、家電製品、ハードウェアなど多岐に及ぶ。

## 人口動態
1950年代初頭には2万3千人いた人口が、スペイン人の流出に伴い1960年には5千人と激減したにもかかわらず、ナドールは国内で最速の成長をしている都市である。1960年には4,806人だった人口は1971年には32,000人と566%にもなった。この500%を超える成長はもう1度繰り返され、2015年には推計で200,000人の人口があった。わずか8年前の2007年には、人口は120,000人であった。住民の98%はリーフ人とベルベル人によって占められている。そのため、ベルベル人の文化が色濃く残り、世界最大のリーフ語（ベルベル語の一派）が話される町である。市内の人口密度はナドール州全体の数倍にも及ぶ。

## 地理
ナドールはモロッコ国内で17番目に大きな町であり、オリアンタル地方ナドール州の州都である。地中海につながるサブハ・ブーアレグというラグーンに面しており、市街地は海岸に沿って広がっている。アルジェリア国境は町のおよそ75キロメートル (47 mi)西にあり、スペインの飛地であるメリリャは10キロメートル (6.2 mi)北、モロッコの首都・ラバトは380キロメートル (240 mi)西に位置する。ナドールの中心は、南端のバス/タクシーターミナルへと南北方向に通るハッサン2世通り沿いにある。ムハンマド5世通りは港と政府施設、役場を東西に結ぶ。ムハンマド5世通りには、広場やスペイン風の建築、ローマカトリックの教会が並ぶ。役所や郵便局、モスクはすべてユーセフ・ベン・タシェフィヌ通りにある。

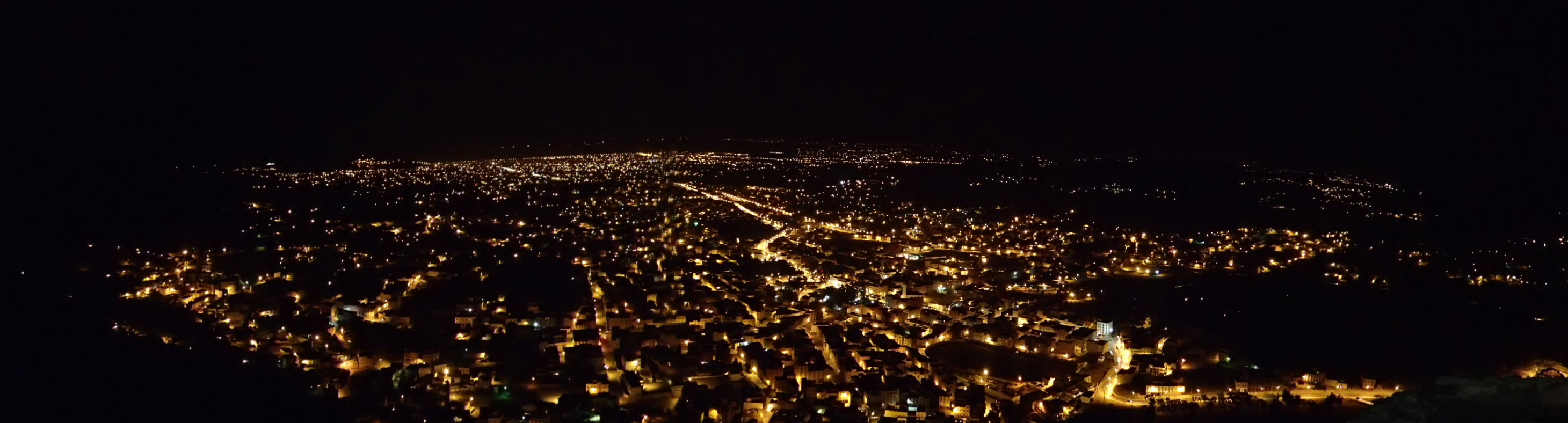
ナドールの夜景

### 環境

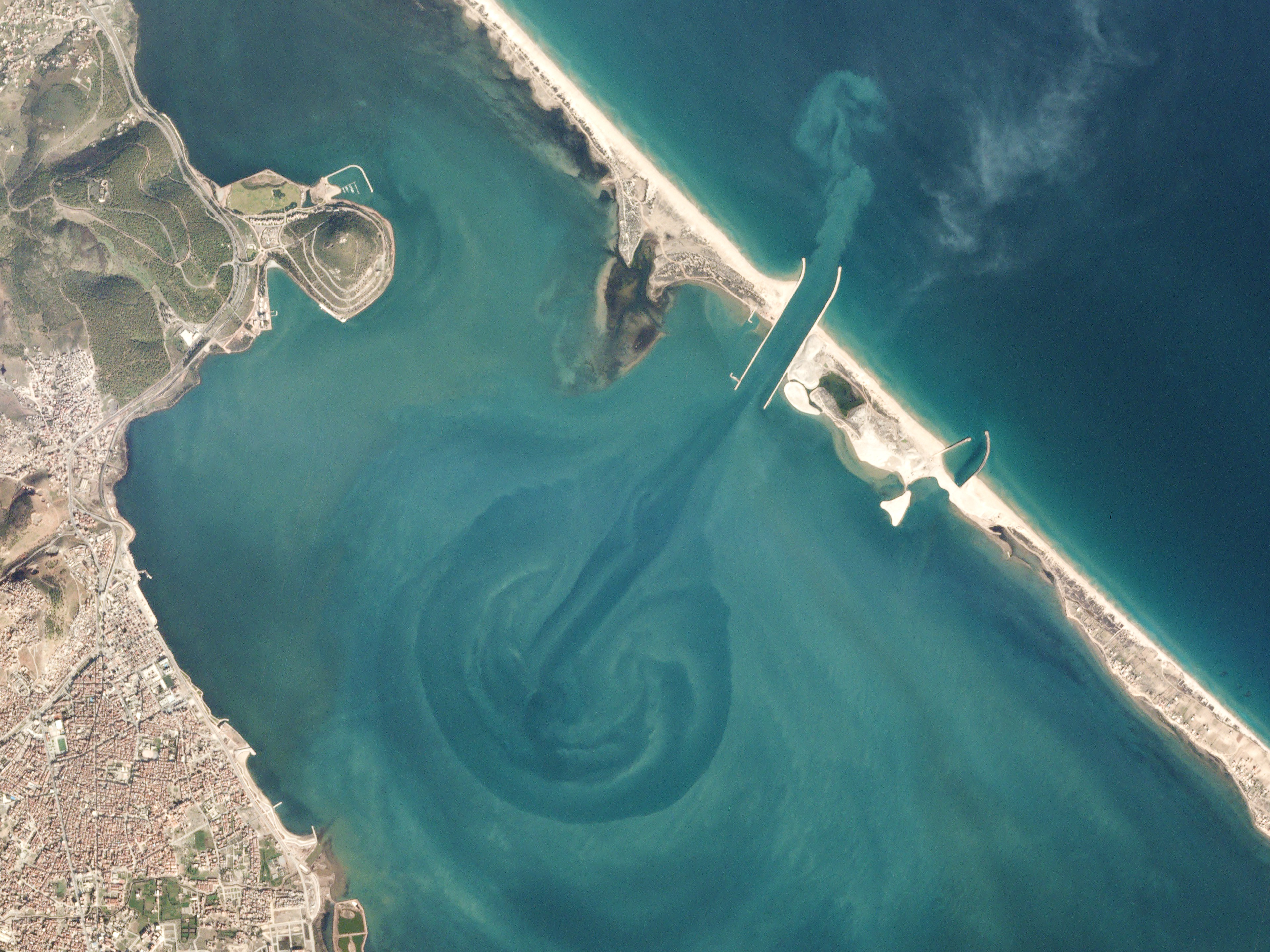
ナドールのラグーン

ラグーンや市の東側には、渡り鳥など、多くの野生動物が集まる。ムールーヤ川や川の河口付近にあるカリエ・アルクメーヌにある湿地保護区では、オオフラミンゴ、カンムリカイツブリ、ソリハシセイタカシギ、セイタカシギ、オオバン、ハマシギ、ミヤコドリ、アカハシカモメ、アオサギ、コサギ、ツルシギ、オグロシギ、アカアシシギ、カワセミ、ハシグロクロハラアジサシなど、数多くの鳥類が生息する。鳥にとって安全な避難場所であるのと同時に、この地域はその美しい景色のために地元の人が頻繁に訪れる。広大な地域を真水や海水が覆っており、砂丘、沼地が存在する。イトトンボ、バッタ、イトグモといった昆虫も棲む。さらに、オオハマガヤ、ビャクシン、ゴジアオイなどの植物もみられる。

### 気候
ナドールはステップ気候である。夏よりも冬の方が雨が多い。ケッペンの気候区分ではBShとなる。年間平均気温は18.7 °C (65.7 °F)、年間降水量は313 mm (12.32 in)である。
| ナドールの気候                      | ナドールの気候 | ナドールの気候 | ナドールの気候 | ナドールの気候 | ナドールの気候 | ナドールの気候 | ナドールの気候 | ナドールの気候 | ナドールの気候 | ナドールの気候 | ナドールの気候 | ナドールの気候 | ナドールの気候 |
| 月                                  | 1月            | 2月            | 3月            | 4月            | 5月            | 6月            | 7月            | 8月            | 9月            | 10月           | 11月           | 12月           | 年             |
| ----------------------------------- | -------------- | -------------- | -------------- | -------------- | -------------- | -------------- | -------------- | -------------- | -------------- | -------------- | -------------- | -------------- | -------------- |
| 平均最高気温 °C （°F）              | 16.6 (61.9)    | 17.2 (63)      | 18.9 (66)      | 20.8 (69.4)    | 23.5 (74.3)    | 26.7 (80.1)    | 29.6 (85.3)    | 30.1 (86.2)    | 27.8 (82)      | 24.6 (76.3)    | 20.7 (69.3)    | 18.1 (64.6)    | 22.88 (73.2)   |
| 平均最低気温 °C （°F）              | 8.4 (47.1)     | 8.9 (48)       | 10.7 (51.3)    | 12.4 (54.3)    | 15.0 (59)      | 18.0 (64.4)    | 20.7 (69.3)    | 21.8 (71.2)    | 19.5 (67.1)    | 16.2 (61.2)    | 12.4 (54.3)    | 10.0 (50)      | 14.5 (58.1)    |
| 降水量 mm （inch）                  | 52 (2.05)      | 37 (1.46)      | 33 (1.3)       | 38 (1.5)       | 21 (0.83)      | 7 (0.28)       | 1 (0.04)       | 3 (0.12)       | 16 (0.63)      | 24 (0.94)      | 33 (1.3)       | 48 (1.89)      | 313 (12.32)    |
| 出典：Climate-Data.org,Climate data |                |                |                |                |                |                |                |                |                |                |                |                |                |

## 通信
ナドール付近にある通信基地では、長波、短波によるMEDI1ラジオの放送が、マグリブ各国に向けて行われている。この電波塔は高さ約380メートルであり、アフリカの人工建築物としては最も高い。

## 交通

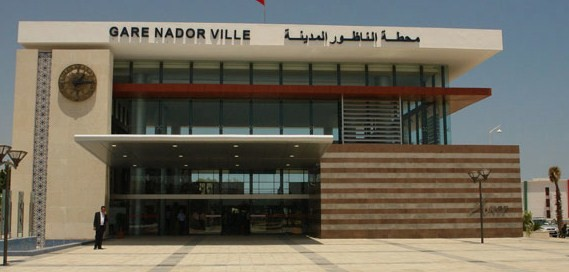
ナドール駅

ナドールからタウリルトへ向かう鉄道は、2009年7月2日にムハンマド6世によって開通が宣言された。これはONCFのプロジェクトの一環である。タウリルトは以前まで、ONCFが運行するバスで結ばれていた。
このほかにも、ナドールとモロッコの主要都市へはバスの直行便が運行されている。また、ナドール港は、スペインのアルメリアとは毎日、フランスのセットとは週1便のフェリーで結ばれている。
ナドール国際空港は、モロッコ国内や、フランス、ドイツなどヨーロッパへの直行便が就航している。また、近くのメリリャもナドールの第2空港として機能している。
フェズ＝ウジダ高速道路は、メリリャ付近まで続いている。

## 経済

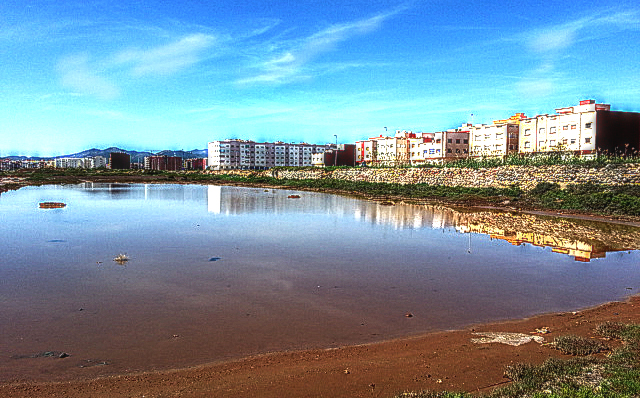
ナドールの町並み

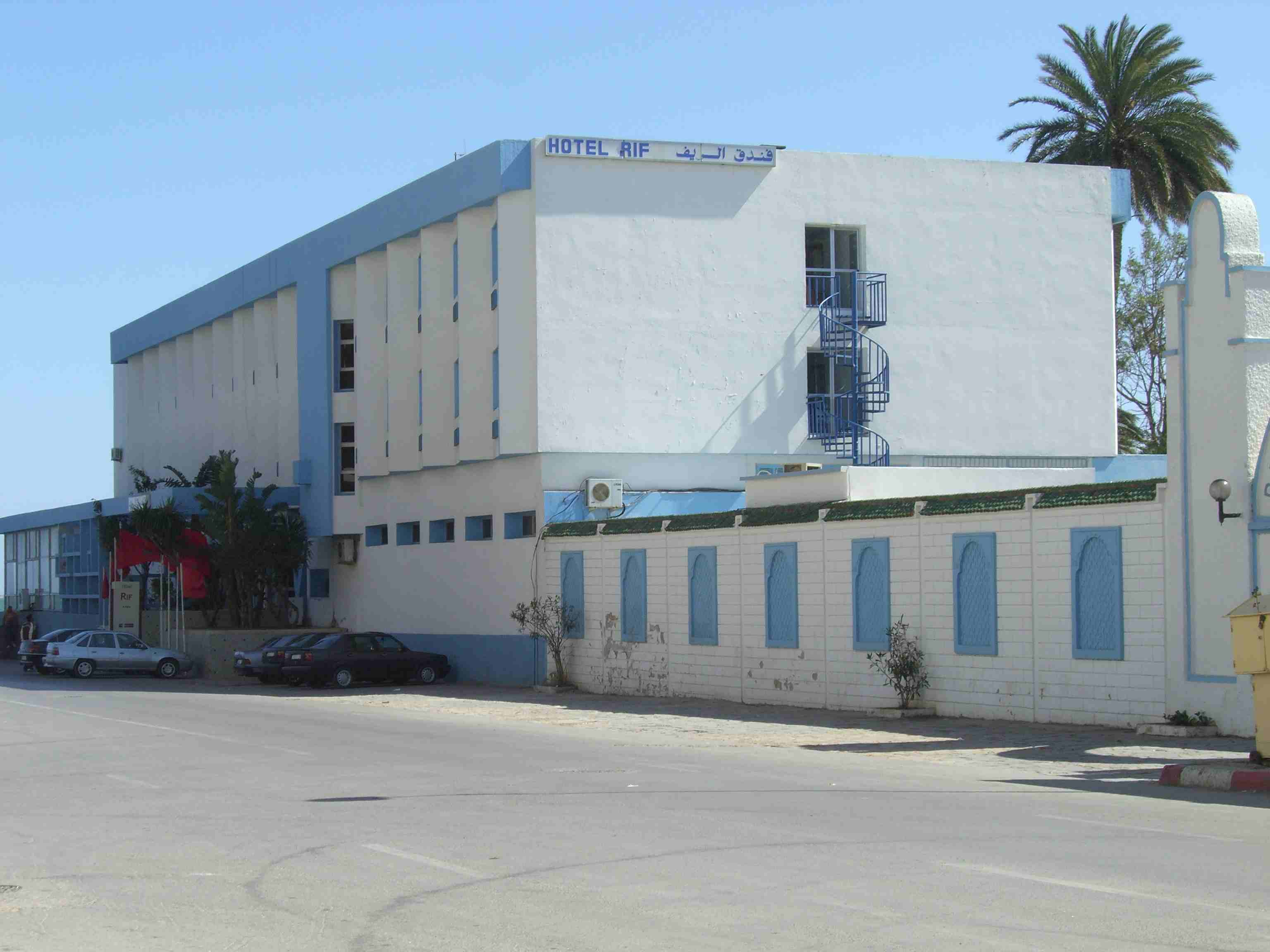
旧リーフ・ホテル

ナドールの主産業であった漁業と農業に加え、繊維業、化学工業、鉄加工産業が町の主な収入源である。最近では、観光も重要な産業となっている。多くの観光客はモロッコの他の都市からやってくるが、国際フェリーが就航しているスペインやフランスなど、ヨーロッパからの観光客も増えてきている。ナドール国際空港は1999年に開業し、アムステルダム、ブリュッセル、フランクフルト、マルセイユ、バルセロナなどヨーロッパ各都市への便がある。また、ナドール駅からはモロッコ国内の都市へと鉄道が発着する。近年はこの地域で観光業に力が入れられており、ムハンマド6世の支持も得ている。小道や椰子の木の並ぶ大通り、目新しいマリーナ、ホテル、カフェ、銀行、飲食店が観光産業の発展を後押ししている。ナドールは近年劇的な経済成長を遂げており、伝統的な産業のほかに、鉄加工業や、電気製品、化学、繊維の分野における近代産業も発達している。漁業や農業も依然として主要産業の1つである。メリリャとの国境付近にあるベニ・エンサールにはナドール港があり、地中海沿岸有数の漁港となっている。また、海軍のドックヤードもおかれている。ナドールの農地は肥沃であり、フルーツ、柑橘類、ワイン用のブドウが主な産物である。

### 観光
夏の間、ナドール近郊で育ち、ヨーロッパに住む数多くのモロッコ人移民が戻ってくる。この里帰りは、買い物、家族の手伝い、地元の貿易や観光業に対する刺激などの面で、町の経済に大いに寄与している。ほかの都市と同様、ムハンマド6世は外国人観光客の誘致に力を入れており、彼が選出した市長が町を見た目をよくするための試みを行っている。カフェではプラスチック製ではなく鉄や木製の椅子を外に置き、家は適切な色でペイントされているほか、海沿いの大通りは再開発され、拡張工事が行われた。この大通りには、2008年上旬までリーフ・ホテルが存在したが、2008年春には既存のホテルが取り壊され、道路の拡張が施された。新しい通りは町の中心まで通っており、ナドールの玄関口であるラウンドアバウトまで通じている。ホテルの残りの敷地は再開発され、新しいホテルコンプレックスとなっている。何度かの遅れが生じたが、Khalid El Adouliの監督のもと工事が進められた。以前はホテルから直接海岸に出られたが、公共の通りとなってしまったことで、ホテルとは係争状態にある。新しいホテルは裕福な観光客や、会議を開催するビジネスマンを主なターゲットとしている。飲酒のほか、会議室、パーティールームも完備されている。客室には10のスイートや76のアパートメントルームも含まれ、総床面積は30.000 m²である。再開発に伴う負債は3億5600万ディルハムにのぼる。
ナドールの市街地のすぐ外のところでは、別荘、ゴルフコース、マリーナなどのある環境リゾートも開発されている。480ヘクタールの敷地に720.000 m2の広さのリゾートが建設される。10年に及ぶ開発は2008年にムハンマド6世のもとスタートされ、リーフ・ホテルとこのプロジェクトはともにCGIが担当している。リゾートが完成すれば、およそ1,700のヴィラ、1,300の邸宅、ホテル、27ホールのゴルフコース、観光施設ができる予定である。

## 教育
- Instituto Español Lope de Vega